# Heterodrilus jamiesoni
Heterodrilus jamiesoni är en ringmaskart som beskrevs av Erséus 1981. Heterodrilus jamiesoni ingår i släktet Heterodrilus och familjen glattmaskar. Inga underarter finns listade i Catalogue of Life.